# Nuthin' But a 'G' Thang
Nuthin' But a 'G' Thang è una canzone del rapper statunitense Dr. Dre, con il featuring del collega rapper Snoop Dogg, presente nell'album di debutto di Dre, The Chronic (1992). È considerata una delle più belle canzoni nel panorama dell'hip-hop ed è inoltre la 29ª classificata all'interno delle 500 Canzoni più belle di tutti i tempi redatta dalla rivista musicale Rolling Stone, nonché la sesta per il genere hip hop.
Nello stesso album, canzoni come Fuck wit Dre Day (And Everybody's Celebratin') e Let Me Ride hanno raggiunto comunque importanti risultati nelle classifiche statunitensi.
Il video della canzone, al momento del debutto, fu duramente censurato: infatti, parole come bitch diventarono chick, e furono tagliate le scene nelle quali erano presenti espliciti riferimenti alle droghe.
Inoltre Nuthin' But a 'G' Thang è presente nella colonna sonora di Grand Theft Auto, inclusa nella programmazione della stazione Radio Los Santos nel videogioco Grand Theft Auto: San Andreas.

## Classifiche
| Anno | Classifica                         | Posizione |
| ---- | ---------------------------------- | --------- |
| 1993 | U.S. Billboard Hot 100             | #2        |
| 1993 | Hot Rap Singles                    | #1        |
| 1993 | Hot R&B/Hip-Hop Singles & Tracks   | #1        |
| 1993 | Rhythmic Top 40                    | #2        |
| 1993 | Hot Dance Music/Club Play          | #22       |
| 1993 | Hot Dance Music/Maxi-Singles Sales | #3        |
| 1993 | UK Top 75 Singles                  | #31       |
| 2006 | Hot Ringtones                      | #26       |